# 豬包毯

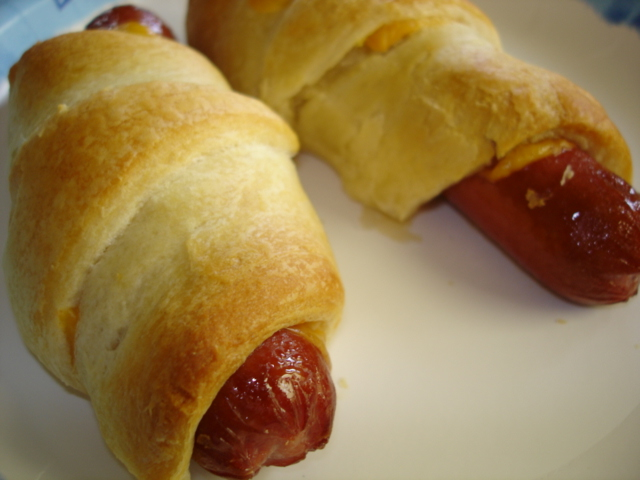
美式豬包毯，狀似熱狗麵包

豬包毯（英語：pigs in a blanket）是一種以香腸為主菜的配菜佳餚，風行於英國、美國、歐洲、俄羅斯、日本和華人地區。它的食材與製法依地而略有不同。多數的豬包毯尺寸較大，但也有食譜要求將這道菜做成可以一、兩口就吃完的大小，因此通常是當作開胃菜或者前菜。西方國家中特別是美國及加拿大，一口大小的豬包毯是常見的雞尾酒會前菜，常搭配芥末或大蒜沾醬食用。
豬包毯與香腸麵包捲（sausage rolls）不同，香腸麵包捲比較大、餡料多，在部分的歐洲、澳洲通常作為早餐和午餐菜色，在美國及加拿大較少見。

## 英國

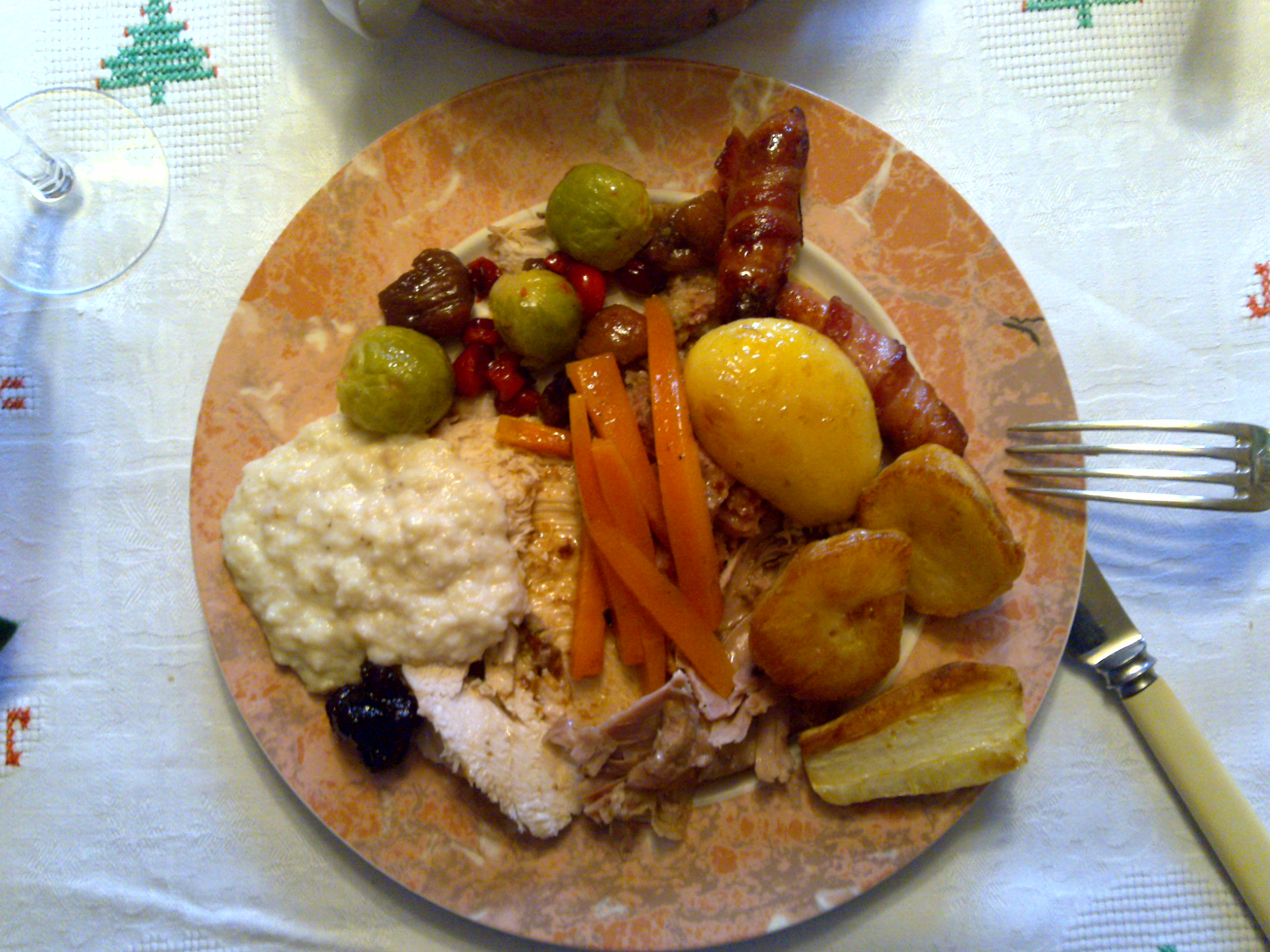
英國的聖誕節午膳：餐盤右上方即為豬包毯

英國的「豬包毯」是以小香腸（通常為直布羅陀腸），外包培根肉片。它是聖誕節的傳統佳餚搭配火雞大餐食用。它也可以搭配「馬背上的惡魔（devils on horseback）」這種培根包裹梅乾的開胃菜。

## 美國

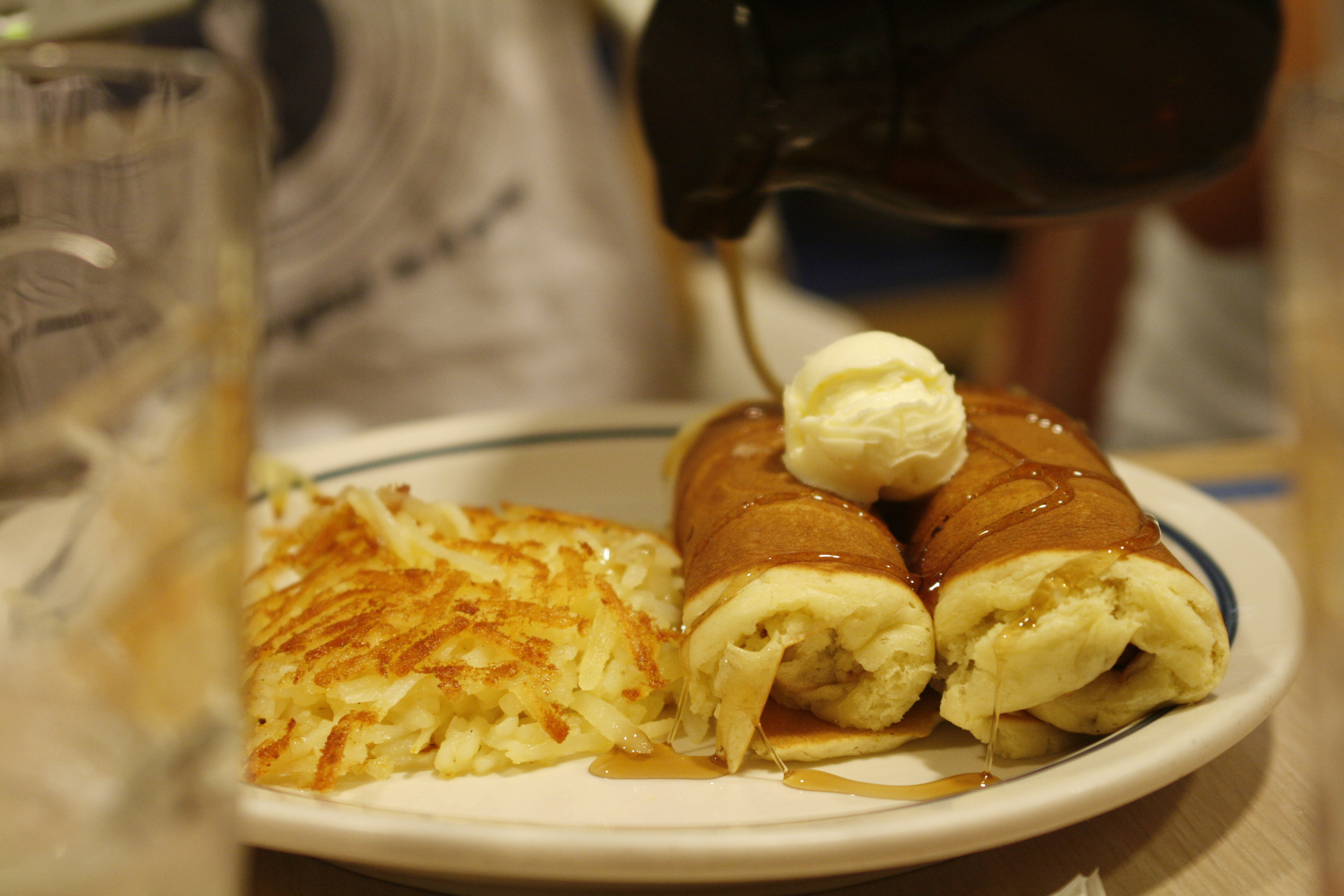
國際鬆餅大王所售的豬包毯

在美國，「豬包毯」通常指可頌麵包捲熱狗，但維也納香腸或早餐小香腸也會包入餅乾麵皮、鬆餅或羊角麵包（即牛角麵包、可頌）等麵團，烘烤而成。麵團有時為自製，但普遍採用市售的現成麵團。它和香腸麵包捲（sausage rolls）、大熱狗十分相似，但分量較小。較大的美式豬包毯常作為簡易主菜或者輕食（特別是兒童餐）而份量較小的美式豬包毯，一般當作開胃菜。此外，它有一種常見的變化，即在熱狗或香腸捲起前，在麵皮內塞入。美國餐廳IHOP的「豬包毯」則是以鬆餅包裹香腸製成。
在斯洛伐克移民地區，如賓夕法尼亞和俄亥俄東北部，「豬包毯」通常指包菜捲料理，如波蘭高麗菜捲（gołąbki）。

## 華人地區
「豬包毯」也十分類似於香港的腸仔包、臘腸卷或台灣麵包店常見的小熱狗麵包。